# Kauan (гурт)
Kauan — створений в Челябінську, згодом переїхав до Києва, а потім до Гельсінкі. Лідером гурту та вокалістом є росіянин Антон Бєлов.
Наймення гурту взяте з фінської мови і означає «далечінь; протягом довгого часу», пісні гурту виконуються фінською мовою.

## Історія
Проєкт Kauan було засновано 2005 року Антоном Бєловим. Перший альбом гурту Lumikuuro комбінував атмосферний блек-метал, фольк-метал та дум-метал. На момент створення проєкту в ньому брали участь лиш двоє людей, однак згодом до проєкту долучилася скрипачка Любов Мушнікова та гітарист Александр Борових. Після випуску дебютного альбому у 2007 році проєкт покидає Александр Борових.
Другий альбом гурту Tietäjän Laulu виходить у 2008 році і містить у собі елементи ембієнту та пост-року.
У 2009 році виходить третій альбом Aava Tuulen Maa на лейблах Firebox Records та BadMoodMan Music. Музика придає в атмосферності, наближається до неофольку та ще більше фокусується на елементах пост-року.
У 2018 році Антон Бєлов займається сольною творчістю.

## Склад гурту

### Нинішні учасники
- Антон Бєлов — музика, вокал, гітара
- Александр Виноградов — бас-гітара
- Аліна Бєлова — вокал, клавішні
- Анатолій Гаврилов — альт
- Антон Скринник — ударні інструменти

### Сесійні музиканти
- Александра Алтухова — скрипка
- Юлія Макаренко — скрипка
- Володимир Бабутін — віолончель
- Astaroth Merc — гітара

### Колишні учасники
- Александр Борових — гітара, беквокал
- Любов Мушнікова — скрипка

## Дискографія
- 2007 — Lumikuuro (BMM Music)
- 2008 — Tietäjän Laulu (BMM Music)
- 2009 — Aava Tuulen Maa (Firebox/BMM Music)
- 2011 — Kuu… (Avantgarde Music)
- 2013 — Pirut (Blood Music)
- 2014 — Muistumia (Blood Music)
- 2015 — Sorni Nai (Blood Music)
- 2017 — Kaiho (Kauanmusic)
- 2021 — Ice Fleet (Artoffact Records)